# 탈라루루스

탈라루루스(Talarurus)는 중생대 백악기 시대에 아시아 지역에서 서식했던 초식공룡이다. 화석은 몽골의 고비사막 남동부 지역에서 발견되었다. 전체 몸 길이는 약 5m~6m정도이고, 체중은 6t정도 나갔을 것으로 추정되고, 두개골은 약 22cm 정도이다.